# Emma Greenwell
Emma Greenwell (Greenwich (Connecticut), 14 januari 1989) is een in de Verenigde Staten geboren Brits actrice. Ze maakte haar acteerdebuut als Mandy Milkovich in het tweede seizoen van de Showtime-komediedrama Shameless (2012–2016), waarna ze als vaste hoofdrolspeelster verscheen in het derde en vierde seizoen. Die rol nam ze over van Jane Levy. Greenwell was ook te zien als vaste acteur in de Hulu-dramaserie The Path (2016–2018) en had in 2019 een hoofdrol als Myfanwy Thomas in de Starz-miniserie The Rook.

## Privéleven
Greenwell werd geboren in Greenwich als dochter van een Franse moeder en Britse vader. Het gezin verhuisde nog voor haar tweede levensjaar naar de wijk South Kensington in Londen. Ze volgde een jaar lang lessen aan de London Academy of Music and Dramatic Art, waarover ze later zei dat de opleiding haar deed beseffen dat ze niet naar een toneelschool wilde gaan voordat ze haar geluk zou beproeven in een televisieserie. Daarvoor reisde ze af naar Los Angeles. Op haar 22e maakte ze haar debuut in de dramaserie Shameless.

## Filmografie

### Film
| Jaar | Titel                           | Rol              |
| ---- | ------------------------------- | ---------------- |
| 2013 | Holy Ghost People               | Charlotte        |
| 2015 | Dare to Be Wild                 | Mary Reynolds    |
| 2016 | Pride and Prejudice and Zombies | Caroline Bingley |
| 2016 | Love & Friendship               | Catherine Vernon |
| 2016 | Duet                            | Janelle          |
| 2019 | Rattlesnake                     | Abbie            |

### Televisie
| Jaar      | Titel                             | Rol             | Opmerkingen                            |
| --------- | --------------------------------- | --------------- | -------------------------------------- |
| 2012      | True Blood                        | Claudia         | Terugkerende rol; 3 afleveringen       |
| 2012–2016 | Shameless                         | Mandy Milkovich | Hoofdrol; 32 afleveringen              |
| 2014      | Law & Order: Special Victims Unit | Ellie Porter    | Gastrol; aflevering Spring Awakening   |
| 2016–2018 | The Path                          | Mary Cox        | Hoofdrol; 36 afleveringen              |
| 2019      | The Rook                          | Myfanwy Thomas  | Titelrol; miniserie van 8 afleveringen |

- Library of Congress Control Number: no2017137903
- Système universitaire de documentation: 196540429
- Virtual International Authority File: 1714148390866610830003
- WorldCat: E39PBJwxP7CCCqWc3hycRH86Kd